# Zamek w Drohobużu
Zamek w Drohobużu – forteca wybudowana w XVI w. w Drohobużu.

## Historia
W podziale majątku sporządzonym przez Janusza Ostrogskiego i Aleksandra Ostrogskiego w 1602 r. znalazła się wzmianka, że oprócz miasta istniał zamek, który był murowany i obwiedziony murem. Pod koniec XIX w. po fortecy pozostały widoczne wały. Rodowi Ostrogskich można przypisać budowę zamku, który wzmiankowano w dokumentach z 1577, 1603 i 1620 r. Ostatnią murowaną pozostałością zamku miała być murowana basteja, której zdjęcie autorstwa Aleksandra Prusiewicza ze zbiorów Urzędu Konserwatorskiego opublikował Mieczysław Orłowicz w Ilustrowanym przewodniku po Wołyniu z 1929 r.  Napisał on: „W pięknym położeniu na krawędzi wzgórza dominującego nad doliną Horynia, stoi w miejscu dawnego zamku nowy dwór. Po zamku zachowała się, jedynie okazałych rozmiarów okrągła baszta ceglana z gotyckim oknem, która stoi koło domu na skraju wąwozu. Są toż dawne wały, a pod dworem ogromne lochy. Obronność grodu ułatwiało niegdyś z jednej strony urwisko ku Horyniowi, a z dwóch innych stron głębokie wąwozy”. Autor hasła „Drohobuż” w II tomie Słownika geograficznego Królestwa Polskiego z 1881 r. pominął basztę w opisie miejscowości. Cyt. „Sam Drohobuż rozłożony na górze; od niego szeroko rozciągają się równiny, użyte pod oprawę zboża. Na krawędzi góry stoi dom dziedzica; na tem miejscu przed wieki była forteca, bo dotąd istnieją wały; forteca musiała być murowana i oprowadzona murem. Z prawej i lewej strony mieszkalnego domu są dwa wąwozy głębokie, któremi źródlana woda dwoma strumykami spływa do Horynia. na polu za północnym wąwozem w czasie orania ziemi, lemiesz wyorywa kawałki cegieł w rozmaitych miejscach, co dowodzi że tu rozciągało się miasto; dolny pokład ziemi glina, z wierzchu czarnoziem. Pod domem dziedzica odkryto ogromne lochy,  lecz nikt ich dotąd nie badał”.

## Dwór
Dwór wybudowany  został na krawędzi góry. Obiekt, pod którym znajdowały się ogromne lochy, stanął na miejscu fortecy, istniejącej tutaj przed wiekami. W okresie międzywojennym była tu okazała okrągła baszta ceglana z gotyckim oknem, rozebrana  tuż po wojnie z pałacem do fundamentów. Obecnie grodzisko.